# Shinyanga
Shinyanga es una ciudad de Tanzania, capital de la región homónima en el noroeste del país. Dentro de la región, forma una subdivisión equiparada a un valiato y es al mismo tiempo la sede administrativa del vecino valiato rural homónimo sin pertenecer al mismo.
En 2012, la ciudad tenía una población total de 161 391 habitantes.
Se ubica a medio camino entre Mwanza y Tabora sobre la carretera B6.

## Subdivisiones
El territorio de la ciudad se divide en las siguientes 17 katas:
- Chamaguha
- Chibe
- Ibadakuli
- Ibinzamata
- Kambarage
- Kitangili
- Kizumbi
- Kolandoto
- Lubaga
- Masekelo
- Mwamalili
- Mwawaza
- Ndala
- Ndembezi
- Ngokolo
- Old Shinyanga
- Shinyanga Mjini

## Comunicaciones

### Aeropuerto de Ibadakuli
La ciudad cuenta con un servicio aeroportuario. Se trata del aeropuerto de Ibadakuli o de Shinyanga (IATA: SHY, ICAO: HTSY). Está localizado a diez kilómetros al noreste del municipio, por la carretera B6.

## Deportes
- Pamba SC